# Bitwa pod Saragossą
Bitwa pod Saragossą – starcie zbrojne, które miało miejsce 20 sierpnia 1710 w trakcie hiszpańskiej wojny sukcesyjnej

## Wstęp
27 lipca 1710 hiszpańskie wojska poniosły porażkę w bitwie pod Almenarą. Hiszpanie musieli opuścić Katalonię i wycofać się do stolicy Aragonii. Wódz hiszpański, markiz de Bay, umieścił swe wojska między rzeką Ebro (na swym lewym skrzydle) a wzgórzami Torreno (na prawym skrzydle).
Atak kawalerii sprzymierzonych (28 szwadronów) z 15 sierpnia został skutecznie odparty. Przez kilka dni trwały drobne utarczki.
19 sierpnia wojska sprzymierzonych przeprawiły się przez rzekę Ebro i przez nikogo nie niepokojone w ciągu nocy rozwinęły swe szyki do bitwy.

## Bitwa

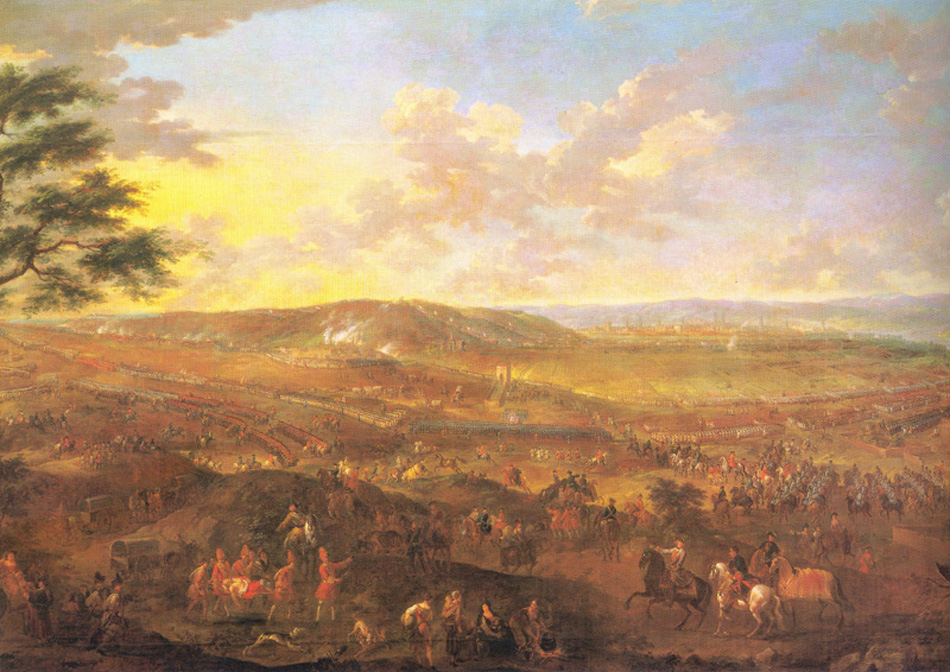
Obraz przedstawiający bitwę

Lewe skrzydło sprzymierzonych składało się z wojsk katalońskich i holenderskich, a dowodził nim hrabia Atalaya. Prawe skrzydło, dowodzone przez Stanhope’a składało się z wojsk angielskich i austriackich. Centrum, złożonym głównie z Niemców, dowodził Starhemberg. Łącznie armia sprzymierzonych liczyła 23–30 tys. żołnierzy, podczas gdy Hiszpanie mieli 20 tys. żołnierzy.
20 sierpnia o godzinie 8.00 rozpoczęła się wymiana ognia artyleryjskiego, która trwała aż do południa. W południe bitwa mniej więcej przypominała swym przebiegiem zmagania pod Almenarą.
Hiszpańska kawaleria wściekle szarżowała i była bliska sukcesu, jednak wojskom sprzymierzonym udało się wytrzymać te natarcia.
Następnie do kontrataku ruszyła angielska i austriacka piechota. To uderzenie okazało się rozstrzygające i zmusiło armię hiszpańską do odwrotu.
Tysiące Hiszpanów zginęło lub dostało się do niewoli. Filip V uciekł podając się za zwykłego żołnierza i korzystając z pomocy miejscowego młynarza.

## Następstwa
Hiszpanie stracili 7–10 tys. zabitych i rannych oraz 4–5 tys. jeńców, podczas gdy straty sprzymierzonych wyniosły 1 500 zabitych lub rannych.
Następnego dnia po zwycięstwie pod Saragossą arcyksiążę Karol VI Habsburg wkroczył do miasta.
Hiszpańska porażka była zupełna, a droga do Madrytu dla Karola VI otwarta. 9 września Filip V Burbon opuścił Madryt i udał się do Valladolid. 28 września do wrogiego i opustoszalego Madrytu wkroczył arcyksiążę Karol, który stwierdził To miasto jest pustynią!.
Zimą 1710 arcyks. Karol oraz wojska sprzymierzone opuściły Madryt, ponosząc wkrótce ciężkie klęski pod Brihuegą i Villaviciozą.